# Icacina
Icacina es un género con trece especies de plantas  perteneciente a la familia Icacinaceae. 

## Especies
- Icacina claessensii De Wild.
- Icacina dubia Macfad.
- Icacina grandifolia Miers
- Icacina guessfeldtii Asch.
- Icacina ledermannii Engl.
- Icacina macrocarpa Oliv.
- Icacina mannii Oliv.
- Icacina mauritiana Miers
- Icacina oliviformis (Poir.) Raynal
- Icacina poeppigiana (Baill.) Valeton
- Icacina sarmentosa A.Chev.
- Icacina senegalensis Juss.
- Icacina trichantha Oliv.